# Hans Liesche
Hans Liesche (* 11. Oktober 1891 in Hamburg; † 30. März 1979 in Berlin) war ein deutscher Leichtathlet und Olympiamedaillengewinner.
Bei den Olympischen Spielen 1912 in Stockholm erreichte Liesche mit persönlicher Bestleistung von 1,91 m den zweiten Platz im Hochsprung hinter dem amerikanischen Goldmedaillengewinner Alma Richards, der ebenfalls 1,91 m überquerte. Liesche besiegte dabei Weltrekordler George Horine auf Platz drei mit 1,89 m, der wenige Wochen vor den Olympischen Spielen mit einem neuen Stil, der als Western-Roller in die Sportgeschichte eingegangen ist, als erster Mensch die Höhe von zwei Metern übersprungen hatte.
Liesche gewann 1911 seinen ersten Deutschen Meistertitel und wiederholte diesen Erfolg 1912, 1913 und 1915, nachdem die Deutschen Meisterschaften 1914 ausgefallen waren. 1918 belegte er den zweiten Platz und 1919 wurde er Dritter.
Hans Liesche startete für den Eimsbütteler TV. In seiner aktiven Zeit war er 1,88 m groß und wog 67 kg. Seine letzten Lebensjahre verbrachte er in West-Berlin.